# Telugu

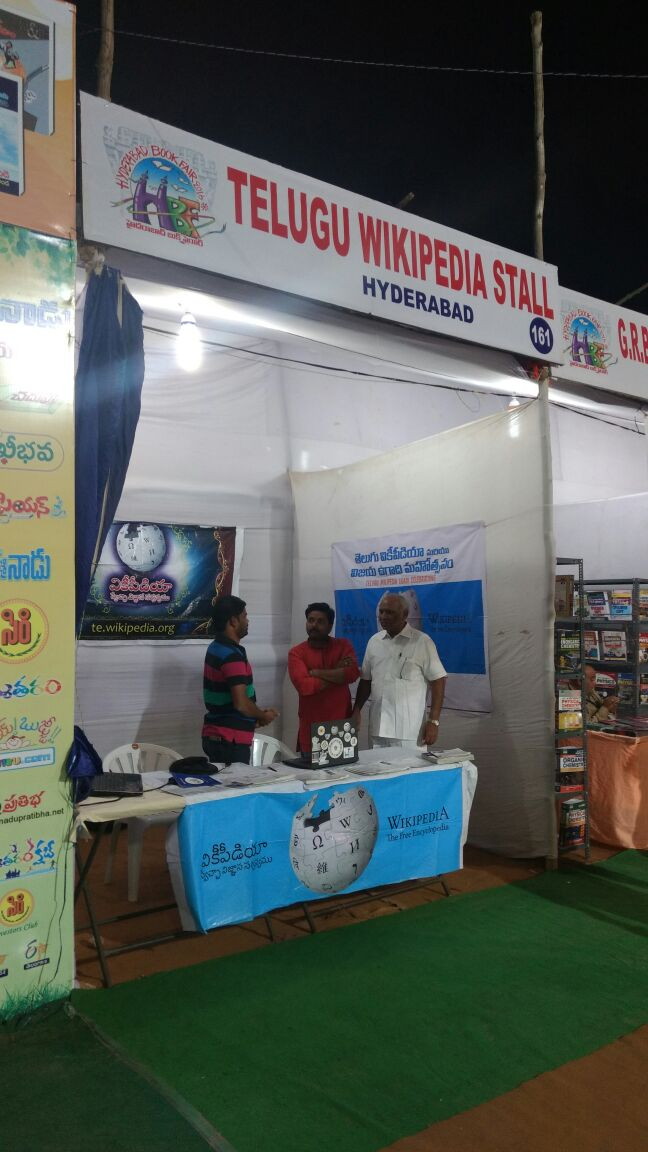
Paradeta de la Viquipèdia en Telugu a la Fira del Llibre d'Hyderabad (2016).

El telugu és una llengua dravídica que es parla a determinades regions de l'Índia, principalment al sud-est de l'Índia, on és la llengua oficial dels estats d'Andhra Pradesh i Telangana. És la segona en importància després de l'hindi i una de les quinze llengües amb més parlants nadius del món. El 2022, el telugu tenia uns 96 milions de parlants. El telugu és la llengua més parlada de la família lingüística dravídica i un dels vint-i-dos idiomes nacionals de l'Índia. És una de les poques llengües que tenen l'estatus oficial principal en més d'un estat indi, juntament amb l'hindi i el bengalí. El telugu és una de les llengües designades com a llengua clàssica pel Govern de l'Indià. És la catorzena llengua nativa més parlada del món. El telugu estàndard modern és basat en el dialecte dels antics districtes de Krishna, Guntur, Godavari oriental i Godavari occidental de Andhra costanera.
El telugu també es parla als estats de Karnataka, Tamil Nadu, Maharashtra, Chhattisgarh, Orissa i els territoris de la unió de Pondicherry i Andaman i Nicobar. També el parlen membres de la diàspora telugu repartits per països com Estats Units, Austràlia, Malàisia, Maurici, Emirats Àrabs Units, Aràbia Saudita i altres. El telugu és l'idioma de més ràpid creixement als Estats Units. També és una llengua protegida a Sud-àfrica i s'ofereix com a tercera llengua opcional a les escoles de la província de KwaZulu-Natal.
Segons Mikhail S. Andronov, el telugu es va separar de la idioma protodravídica cap a l'any 1000 aC. Les primeres paraules en telugu apareixen a les inscripcions en pràcrit que daten del segle IV aC,trobat a Bhattiprolu, Andhra Pradesh. Les inscripcions d'etiquetes en telugu i les inscripcions en pràcrit que contenen paraules en telugu s'han datat a l'època de l'emperador Ashoka (257 aC), així com als períodes Satavahana i Vishnukundina. Les inscripcions en escriptura telugu antiga es van trobar tan lluny com Indonèsia i Myanmar. El telugu s'ha utilitzat com a llengua oficial durant més de 1.400 anys. i ha servit com a llengua de cort per a nombroses dinasties al sud i l'est de l'Índia, incloses les Chalukyas orientals, Gangues orientals, Kakatiyas, Imperi Vijayanagara, Qutb Shahis, Madurai Nayaks, i Thanjavur Nayaks. També va ser utilitzat com a llengua oficial fora de la seva terra natal, fins i tot per dinasties no telugus com els Thanjavur Marathas a Tamil Nadu.
El telugu té una tradició literària ininterrompuda, prolífica i diversa de més de mil anys. Sāra Sangraha Ganitamu de Pavuluri Mallana (c. segle XI) és el primer tractat científic de matemàtiques en qualsevol llengua dravídica. Avadhānaṃ, una actuació literària que requereix un immens poder de memòria i un coneixement profund de la literatura i la prosòdia, es va originar i es va conrear especialment entre els poetes telugus durant més de cinc segles. Hi ha aproximadament 10.000 inscripcions precolonials en telugu.
A l'era precolonial, el telugu es va convertir en la llengua de l'alta cultura a tot el sud de l'Índia. Vijaya Ramaswamy ho va comparar amb el domini aclaparador del francès com a llengua cultural d'Europa durant aproximadament la mateixa època. El telugu també predomina en l'evolució de la música carnàtica, un dels dos subgèneres principals de la música clàssica índia i s'ensenya àmpliament a les escoles de música centrades en la tradició carnàtica. Al llarg dels segles, molts parlants no telugu han elogiat la musicalitat natural de la parla telugu, referint-se a ella com una llengua melliflua i eufònica.
Els parlants de telugu s'hi refereixen simplement com a telugu o telugu. Les formes més antigues del nom inclouen Teluṅgu i Tenuṅgu. Tenugu deriva de la paraula protodravídica *ten ("sud") per significar "la gent que vivia en direcció sud/sud" (amb relació als pobles que parlaven sànscrit i prakrit). El nom telugu, doncs, és el resultat d'una alternança "n" a "l" establerta en telugu.
La creença popular sosté que el telugu es deriva de Trilinga de Trilinga Kshetras que és la terra delimitada pels tres Lingas que és la pàtria del telugu. P. Chenchiah i Bhujanga Rao assenyalen que Atharvana Acharya al segle XIII va escriure una gramàtica del telugu, anomenant-la Trilinga Śabdānusāsana (o Gramàtica Trilinga). Tanmateix, la majoria dels estudiosos assenyalen que la gramàtica d'Atharvana es titulava Atharvana Karikavali. Appa Kavi al segle XVII va escriure explícitament que el telugu derivava del trilinga. L'estudiós Charles Philip Brown va comentar que era una "noció estranya" ja que els predecessors d'Appa Kavi no tenien coneixement d'aquesta derivació.
George Abraham Grierson i altres lingüistes dubten d'aquesta derivació, sostenint més aviat que telugu era el terme més antic i trilinga deu ser la posterior sànscritització d'aquest. Si és així, la derivació en si devia ser força antiga perquè Triglyphum, Trilingum i Modogalingam estan testimoniats en fonts gregues antigues, l'última de les quals es pot interpretar com una interpretació telugu de Trilinga.

## Història
Es poden distingir tres grans períodes en la història de la llengua telugu: l'arcaic, que començaria al segle vii aC segons els primers documents escrits conservats; el mitjà, des del segle xi fins al segle xvii i el telugu modern. El primer material escrit en la llengua data de 575 ce. L'escriptura del telugu es deriva de la dinastia Calukya del segle vi i està relacionada amb la llengua kannada. La literatura del telugu comença al segle xi amb una versió de l'èpica hindú Mahabharata de l'escriptor Nannaya Bhatta. Hi ha quatre dialectes regionals diferents en telugu.
El telugu, com a llengua dravídica, descendeix del protodravidià, un protollengua . La reconstrucció lingüística suggereix que el protodravídic es parlava al voltant del quart mil·lenni aC. La lingüística comparada confirma que el telugu pertany al subgrup dravídic sud-II (també anomenat dravídic sud-central), que també inclou les llengües no literàries com el gondi, el kuvi, el koya, el pengo, el konda i el manda.
El prototelugu és l'ancestre lingüístic reconstruït de tots els dialectes i registres del telugu. El lingüista rus Mikhail S. Andronov, situa la divisió del telugu al c.1000 aC.
La història lingüística del telugu està perioditzada de la següent manera:
- Telugu prehistòric (c. 600 aC–200 aC)
- Telugu antic (200 aC-1000 aC)
- Telugu mitjà (1000 CE-1600 CE)
- Telugu modern (1600 CE-actual)

### Telugu prehistòric (c. 600 aC – 200 aC)
El telugu prehistòric s'identifica amb el període al voltant del 600 aC o fins i tot abans. El telugu prehistòric es considera una de les llengües més conservadores de la família dravídica per les seves característiques lingüístiques.
- Marcadors de plural: una característica notable és la presència de contrast en els marcadors de plural, com ara -ḷ i -nkkVḷ (una combinació de -nkk i -Vḷ ), que es va perdre en les primeres formes de moltes altres llengües dravídiques.[66] Alguns exemples inclouen pū-ḷ (flors), ā-ḷ (vaques), diferents de kolan-kuḷ (tancs) i ī-gaḷ (mosques domèstiques).
- Marcadors nominatius: els marcadors nominatius eren -nḏu (masc.sg.p1) i -aṁbu (inanimate.sg), que van continuar apareixent a les primeres inscripcions.[67]
- Pronoms personals: els pronoms personals reconstruïts inclouen ñān (I) amb la forma obliqua ñā, i ñām o ēm (nosaltres).[68]
- Retenció fonèmica: el llenguatge primerenc mostrava una alta retenció fonèmica, amb fonemes característics com l'aproximant retroflex sonor ( ḻ o /ɻ/) i la plosiva alveolar sonora ( ḏ o /d/), que va evolucionar cap al tril alveolar ( ṟ o /r). /) en diferents posicions. Tant /d/ com /r/ s'evidencian com a fonemes diferents en els registres epigràfics primerencs.[69][70]
- Temps: els temps es van estructurar com a "passat vs no passat" i el gènere es va classificar com "masculí vs no masculí".[71]
- Demostratius: s'utilitzaven tres demostratius: ā ('allò llunyà'), ī ('això proper') i ū ('enllà' intermedi; en telugu clàssic, ulla ).[72]
- Inicials no palatalitzades: les inicials no palatalitzades s'identifiquen en paraules com kēsiri ("ho van fer"), que es troben en inscripcions fins al segle VIII dC.[73]
- Terminacions de paraules: Les paraules normalment acabaven en vocals, encara que algunes tenien terminacions consonàtiques amb sonorants com -y, -r, -m, -n, -l, -ḷ, -ḻ i -w . El telugu clàssic va desenvolupar una -u epentètica que vocalitzava la consonant final, una característica que s'ha conservat en part en el telugu modern.
- Sufixos de topònims: els sufixos de topònims arcaics inclouen -puḻōl, -ūr, -paḷḷiya, -pāḷiyam, -paṟṟu, -konḏa, -pūṇḍi, -paṭṇḍi, -paṭṭaḷiya (, pāḷḷiya, pāḷiyam ), i pāka(m).[69]
- Desplaçament apical: el desplaçament apical estava en marxa per a determinades paraules.[74]
- Marcador conjuntiu: el marcador conjuntiu -um tenia diverses aplicacions estructurals.

### Els primers registres
Una de les primeres paraules en telugu, nágabu, trobada a l'estupa d'Amaravati, es data al voltant de l'any 200 aC. Aquesta paraula va ser analitzada més per Iravatham Mahadevan en els seus intents de desxifrar l'escriptura de l'Indus. Diverses paraules telugu, principalment noms personals i de lloc, es van identificar a Amaravati, Nagarjunakonda, la conca del riu Krishna, Ballari, Eluru, Ongole i Nellore entre el 200 aC i el 500 dC.
La inscripció del brahman de Ghantasala i la inscripció del pilar de Vijaya Satakarni a Vijayapuri, Nagarjunakonda i altres llocs daten del segle I dC. A més, la inscripció Tummalagudem dels Vishnukundinas data del segle V dC. Els topònims telugus a les inscripcions en Prakrit estan testimoniats a partir del segle II d.C.
Es van trobar diverses paraules en telugu a les inscripcions en sànscrit i en prakrit de la dinastia Satavahana, dinastia Vishnukundina i Andhra Ikshvakus. Les llegendes monedes dels Satavahanas, en totes les àrees i en tots els períodes, utilitzaven un dialecte Prakrit sense excepció. Algunes llegendes de monedes inverses estan en telugu i idiomes tamil.

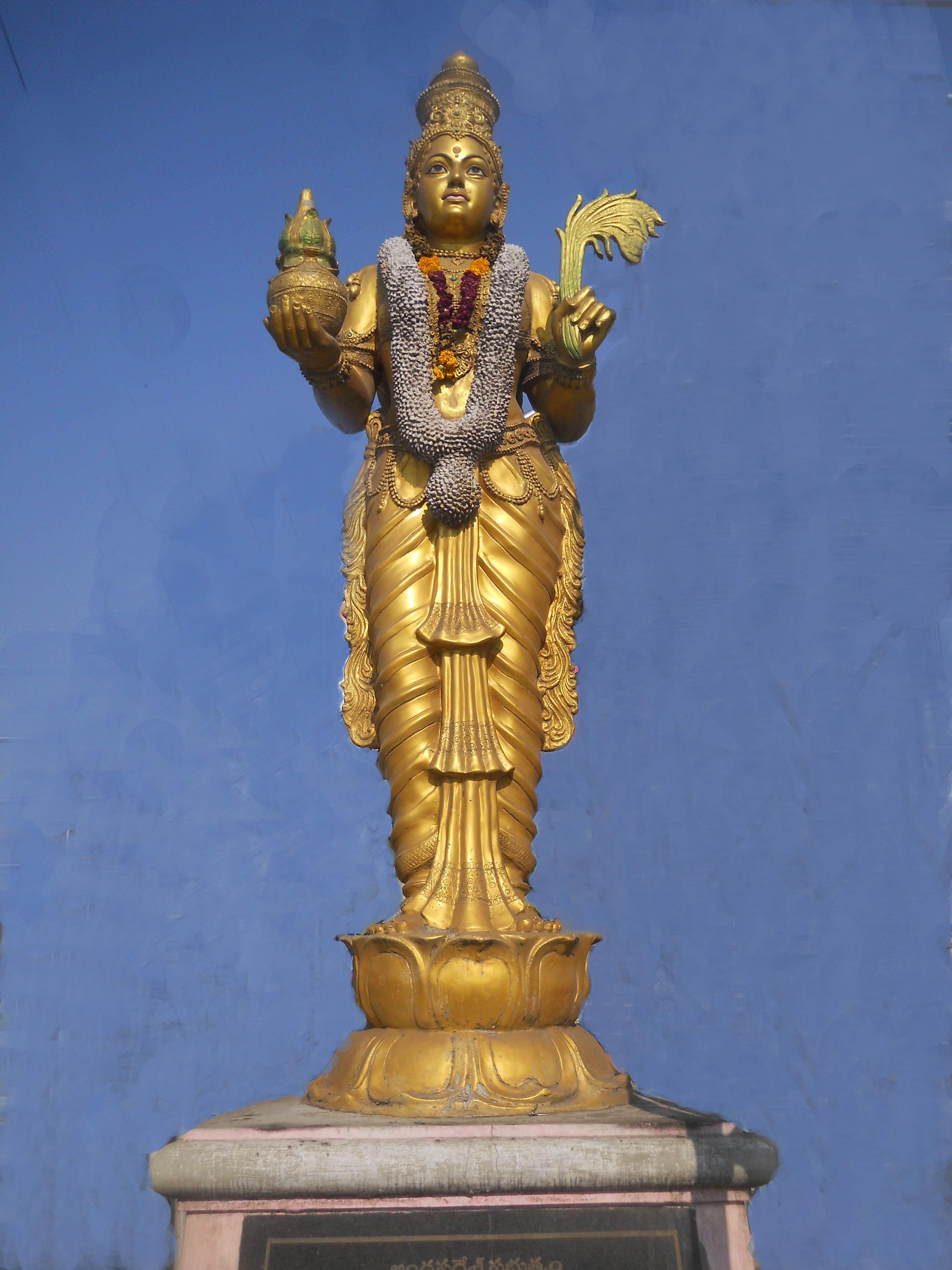
Telugu Talli Bomma (estàtua de la mare Telugu), la personificació de la llengua telugu a Andhra Pradesh

### Període post-Ikshvaku
El període des del segle IV dC fins al 1022 dC marca la segona fase de la història telugu, després del període Andhra Ikshvaku . La primera inscripció llarga completament en telugu, datada l'any 575 dC, s'atribueix al rei Renati Choda Dhanunjaya i es troba al districte de Kadapa.
Una primera inscripció d'etiquetes en telugu, "tolacuwānḍru" (తొలచువాండ్రు; transl. talladors de roques o pedrers ), es troba en una de les coves excavades a la roca al voltant del temple de Keesaragutta, a 35 quilòmetres d'Hyderabad. Aquesta inscripció està datada al període Vishnukundina d'uns 400 dC i és la primera inscripció curta en telugu coneguda de la regió de Telangana.
Diversos títols de Mahendravarman I en llengua telugu, datats a c. 600 CE, van ser inscrits en inscripcions rupestres a Tamil Nadu.
A partir del segle VI, van començar a aparèixer inscripcions completes en telugu als districtes veïns de Kadapa com Prakasam i Palnadu. Les inscripcions en telugu compostes mètricament i les amb prosa ornamental o literària apareixen a partir del 630 dC. Les plaques del Museu de Madras de Balliya-Choda datades a mitjans del segle IX dC, són les primeres subvencions de plaques de coure en llengua telugu.
Durant aquest període, el telugu va estar molt influenciat pel sànscrit i el prakrit, corresponent a l'arribada de la literatura telugu. Inicialment, la literatura telugu va aparèixer en inscripcions i poesia a les corts dels governants, i més tard en obres escrites, com l'Andhra Mahabharatam de Nannayya (1022). CE).

### Edat Mitjana
La tercera fase està marcada per una major estilització i sofisticació de les llengües literàries. Durant aquest període es va produir la separació del telugu de l'alfabet telugu-kannada.

### Imperi Vijayanagara
L' Imperi Vijayanagara va guanyar el domini des de 1336 fins a finals del segle XVII, aconseguint el seu apogeu durant el govern de Krishnadevaraya al segle XVI, quan la literatura telugu va experimentar el que es considera la seva Edat d'Or . L'explorador venecià del segle XV Niccolò de' Conti, que va visitar l'Imperi Vijayanagara, va trobar que les paraules en la llengua telugu acaben amb vocals, igual que les de l'italià, i per tant es va referir a ella com "L'italià d'Orient"; una dita que s'ha repetit àmpliament.

### Era del sultanat de Delhi, Qutb Shahi i Nizam
Un dialecte diferent es va desenvolupar a l'actual regió d'Hyderabad, a causa de la influència persa i àrab . Aquesta influència va començar amb l'establiment del govern del sultanat de Delhi per part de la dinastia Tughlaq a l'altiplà del nord de Deccan durant el segle XIV.
A la segona meitat del segle XVII, l'Imperi mogol es va estendre més al sud, culminant amb l'establiment de l'estat d'Hyderabad per part de la dinastia dels Nizam d'Hyderabad el 1724. Això va anunciar una era d'influència persa en la llengua telugu, especialment l'estat d'Hyderabad. L'efecte també és evident en la prosa de principis del segle xix, com en els kaifiyats.

### Període colonial
A finals del segle XIX i principis del XX, es va veure la influència de la llengua anglesa, i la comunicació/impremta moderna va sorgir com a efecte del domini britànic, especialment a les zones que formaven part de la presidència de Madras . La literatura d'aquesta època tenia una barreja de tradicions clàssiques i modernes i incloïa obres d'estudiosos com Gidugu Venkata Ramamoorty, Kandukuri Veeresalingam, Gurajada Apparao, Gidugu Sitapati i Panuganti Lakshminarasimha Rao.
A l'estat príncep d'Hyderabad, l'Andhra Mahasabha es va iniciar el 1921 amb l'objectiu principal de promoure la llengua telugu, la literatura, els seus llibres i la investigació històrica. Les figures clau d'aquest moviment van incloure Madapati Hanumantha Rao (fundador de l'Andhra Mahasabha), Komarraju Venkata Lakshmana Rao (fundador del Moviment de Biblioteques a l'estat d'Hyderabad) i Suravaram Pratapa Reddy.
Des de la dècada de 1930, el que es considerava una forma literària "d'elit" de la llengua telugu s'ha estès a la gent comuna amb la introducció de mitjans de comunicació de masses com pel·lícules, televisió, ràdio i diaris. Aquesta forma de la llengua també s'ensenya a les escoles i col·legis com a estàndard.

### Període posterior a la independència
El telugu és una de les 22 llengües amb estatus oficial a l'Índia. La Llei de llengua oficial d'Andhra Pradesh de 1966 declara el telugu com a llengua oficial de l'estat que actualment es divideix en Andhra Pradesh i Telangana. També té l'estatus de llengua oficial al districte de Yanam del territori de la unió de Pondicherry. És la quarta llengua índia més parlada a l'Índia després de l'hindi, el bengalí i el marathi. És una de les sis llengües clàssiques de l'Índia.
El Dia de la Llengua Telugu se celebra cada any el 29 d'agost, l'aniversari del poeta Telugu Gidugu Venkata Ramamurthy. La quarta Conferència Mundial Telugu es va organitzar a Tirupati l'última setmana de desembre de 2012. Les qüestions relacionades amb la política lingüística telugu es van deliberar llargament. L'American Community Survey ha dit que les dades del 2016 que es van publicar el setembre del 2017 van mostrar que el telugu és la tercera llengua índia més parlada als EUA. L'hindi encapçala la llista seguit pel gujarati, segons el cens de 2010.
Al subcontinent indi, el domini de la llengua telugu, juntament amb el sànscrit, el tàmil, el meitei, l'oriya, el persa o l'àrab, és molt apreciat i respectat per aprendre danses (sobretot les danses clàssiques índies) ja que els ballarins podrien tenir les eines d'aquestes llengües. per entrar en els textos materials primaris.

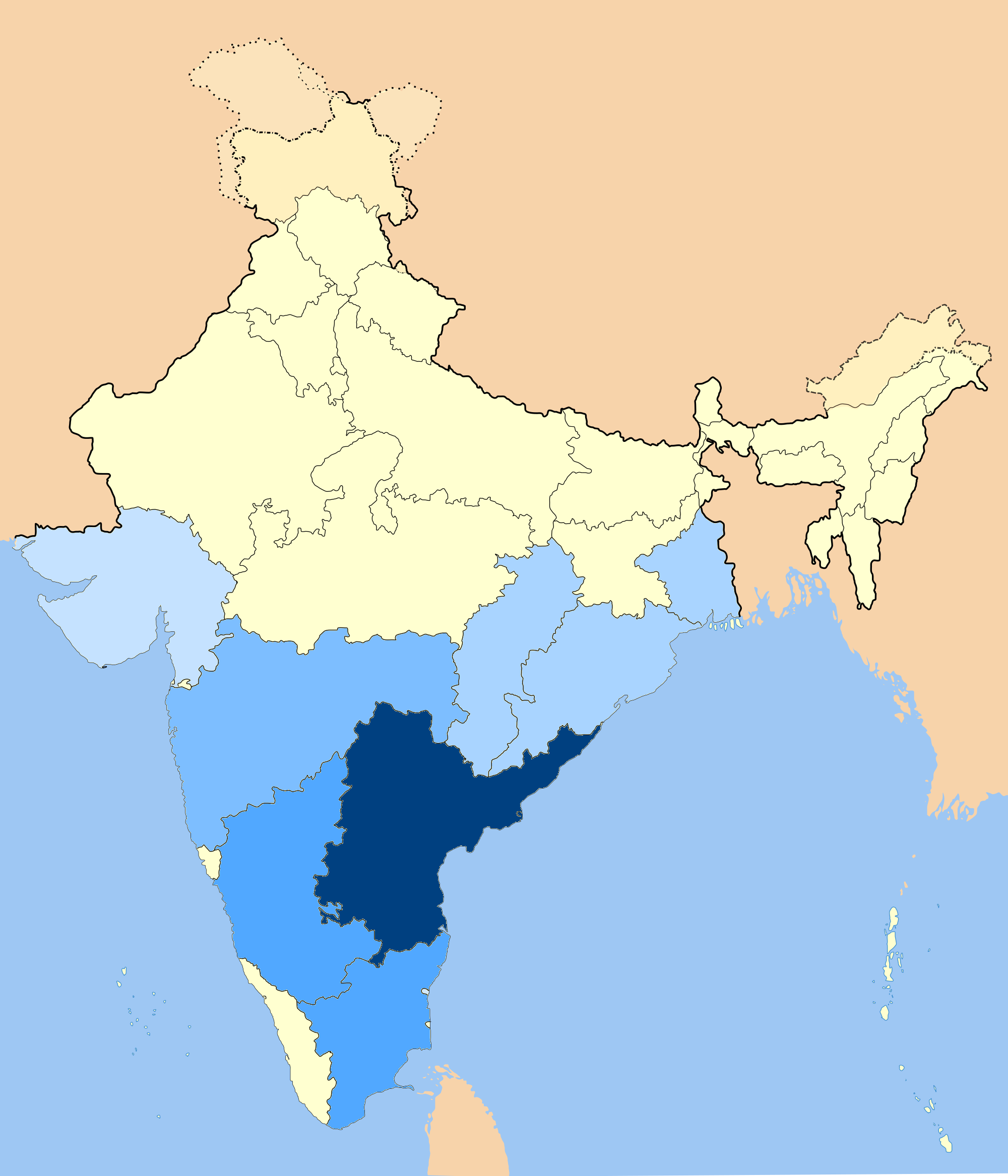
Distribució geogràfica dels immigrants telugus en blau clar; El telugu és originari del blau fosc.

## Distribució geogràfica
El telugu es parla nativament als estats d'Andhra Pradesh i Telangana i al districte de Yanam de Puducherry . Els parlants telugu també es troben als estats veïns de Tamil Nadu, Karnataka, Maharashtra, Odisha, Chhattisgarh, algunes parts de Jharkhand i la regió de Kharagpur de Bengala Occidental a l'Índia. També es troben molts immigrants telugus als estats de Gujarat, Goa, Bihar, Caixmir, Uttar Pradesh, Punjab, Haryana i Rajasthan . A 2018  El 7,2% de la població, el telugu és la quarta llengua nativa més parlada a l'Índia després de l'hindi, el bengalí i el marathi. A Karnataka, el 7,0% de la població parla telugu, i el 5,6% a Tamil Nadu.
Hi ha més de 400.000 telugu nord-americans als Estats Units. A 2018 , el telugu és la llengua de creixement més ràpid als Estats Units, (especialment a Nova Jersey i la ciutat de Nova York), amb el nombre de parlants de telugu als Estats Units augmentant un 86% entre 2010 i 2017. A 2021 , és la 18a llengua nativa més parlada als Estats Units i la tercera llengua del sud d'Àsia més parlada després de l'hindi i l'urdú. Els telugus minoritaris també es troben a Austràlia, Nova Zelanda, Bahrain, Canadà, Fiji, Malàisia, Sri Lanka, Singapur, Maurici, Myanmar, Europa (Itàlia, Regne Unit), Sud-àfrica, Trinitat i Tobago i els Emirats Àrabs Units.

## Situació jurídica
El telugu és la llengua oficial dels estats indis d'Andhra Pradesh i Telangana. És una de les 22 llengües de l'apartat 8 de la constitució de l'Índia. És una de les llengües oficials dels territoris de la unió de Pondicherry. El telugu és una llengua protegida a Sud-àfrica. D'acord amb la Constitució de Sud-àfrica, la Junta Pansudafricana de la Llengua ha de promoure i garantir el respecte pel telugu juntament amb altres llengües. El govern de Sud-àfrica va anunciar que el telugu es tornarà a incloure com a assignatura oficial a les escoles sud-africanes després que s'eliminés del pla d'estudis de les escoles públiques.
A més, amb la creació l'octubre de 2004 d'un estatus legal per a les llengües clàssiques pel govern de l'Índia el 8 d'agost de 2008, el telugu també va rebre l'estatus de llengua clàssica a causa de diverses campanyes.

## Registres epigràfics
Segons el famós historiador japonès Noboru Karashima, que va exercir com a president de la Societat Epigràfica de l'Índia l'any 1985, hi ha aproximadament 10.000 inscripcions en llengua telugu a partir de l'any 1996, la qual cosa la converteix en una de les llengües més densament inscrites. Les inscripcions en telugu es troben a tots els districtes d'Andhra Pradesh i Telangana.  També es troben a Karnataka, Tamil Nadu, Odisha i Chhattisgarh. Segons estimacions recents de l'ASI (Archaeological Survey of India) el nombre d'inscripcions en llengua telugu puja a 14.000. Adilabad, Medak, Karimnagar, Nizamabad, Ranga Reddy, Hyderabad, Mahbubnagar, Anantapur, Chittoor i Srikakulam van produir només un grapat d'inscripcions en telugu a l'era Kakatiya entre el 1135 i el 1324 dC.

## Influència geogràfica

###### Límits de la regió de Telugu
L'andhra es caracteritza per tenir la seva pròpia llengua materna i el seu territori s'ha equiparat a l'extensió de la llengua telugu. L'equivalència entre l'esfera lingüística telugu i els límits geogràfics d'Andhra també es posa de manifest en una descripció del segle XI dels límits d'Andhra. Andhra, segons aquest text, estava limitada al nord amb la muntanya Mahendra al districte modern de Ganjam a Odisha i al sud amb el temple de Srikalahasteeswara al districte de Tirupati. No obstant això, Andhra es va estendre cap a l'oest fins a Srisailam al districte de Nandyal, aproximadament a la meitat de l'estat modern. Segons altres fonts a principis del segle XVI, el límit nord és Simhachalam i el límit sud és Tirumala de la telugu ació.

###### Noms de lloc Telugu
Els topònims telugus estan presents a tot Andhra Pradesh i Telangana. Els sufixos comuns són - ooru, -pudi, -padu, -peta, -pattanam, -wada, - gallu, -cherla, -seema, -gudem, -palle, -palem, -konda, -veedu, -valasa, -pakam, -paka, -prolu, -wolu, -waka, -ili, -kunta, -parru, -villi, -gadda, -kallu, -eru, -varam,-puram,-pedu i - palli . Exemples que utilitzen aquesta nomenclatura són Nellore, Tadepalligudem, Guntur, Chintalapudi, Yerpedu, Narasaraopeta, Sattenapalle, Visakapatnam, Vizianagaram, Ananthagiri, Vijayawada, Vuyyuru, Macherla, Warangal, Porrangl Peddapalli, Siddipet, Pithapuram, Banswada i Miryalaguda.

Andhra Pradesh abans de la bifurcació (1956-2014)

## Dialectes
Hi ha quatre dialectes regionals en telugu:
- occidental :Telangana
- Sud: Rayalaseema
- Central: Andhra costanera
- Nord : Nord d'Andhra

Col·loquialment, els dialectes Telangana, Rayalaseema i Andhra costaners es consideren els tres dialectes i regions telugus.
Waddar, Chenchu i Manna-Dora estan estretament relacionats amb el telugu. Altres dialectes del telugu són Berad, Dasari, Dommara, Golari, Kamathi, Komtao, Konda-Reddi, Salewari, Vadaga, Srikakula, Visakhapatnam, East Godavari, Rayalaseema, Nellore, Guntur, Vadari Bangalore i Yanadi.

## Sistema d'escriptura
És una llengua aglutinant i amb declinacions. Té un alfabet propi proper a un sil·labari. Per la seva sonoritat "dolça" s'anomena el telugu "l'italià asiàtic".
| Consonants – hallulu (హల్లులు) |
| --------------------------- |
|                             |

L'escriptura telugu és una abugida que consta de 60 símbols: 16 vocals, 3 modificadors de vocals i 41 consonants. El telugu té un conjunt complet de lletres que segueixen un sistema per expressar sons. L'escriptura deriva de l'escriptura Brahmi com les de moltes altres llengües índies. L'escriptura telugu s'escriu d'esquerra a dreta i consta de seqüències de caràcters simples i complexos. És de naturalesa sil·làbica: les unitats bàsiques de l'escriptura són les síl·labes. En la mesura que el nombre de síl·labes possibles és molt gran, les síl·labes es componen d'unitats més bàsiques com ara vocals (" achu " o " swaram ") i consonants (" hallu " o " vyanjanam "). Les consonants dels grups de consonants prenen formes molt diferents de les que prenen en altres llocs. Les consonants es presumeixen consonants pures, és a dir, sense cap so vocàlic en elles. Tanmateix, és tradicional escriure i llegir consonants amb un so vocàlic "a" implícit. Quan les consonants es combinen amb altres signes vocàlics, la part vocàlica s'indica ortogràficament mitjançant signes coneguts com a vocal " mātras ". Les formes de les vocals " mātras " també són molt diferents de les formes de les vocals corresponents.
Històricament, una frase solia acabar amb una sola barra। (" pūrna virāmam ") o una barra doble॥ (" dīrgha virāmam "); a mà, les paraules telugu no estaven separades per espais. Tanmateix, en els temps moderns, la puntuació anglesa (comes, punt i coma, etc.) pràcticament ha substituït l'antic mètode de puntuació.

### Sistema de numeració
El telugu té deu dígits emprats amb el sistema de numeració hindú-àrab . Tanmateix, en l'ús modern, els números àrabs els han substituït.
El telugu té assignats punts de codi Unicode : 0C00-0C7F (3072–3199).